# Деламар, Никола

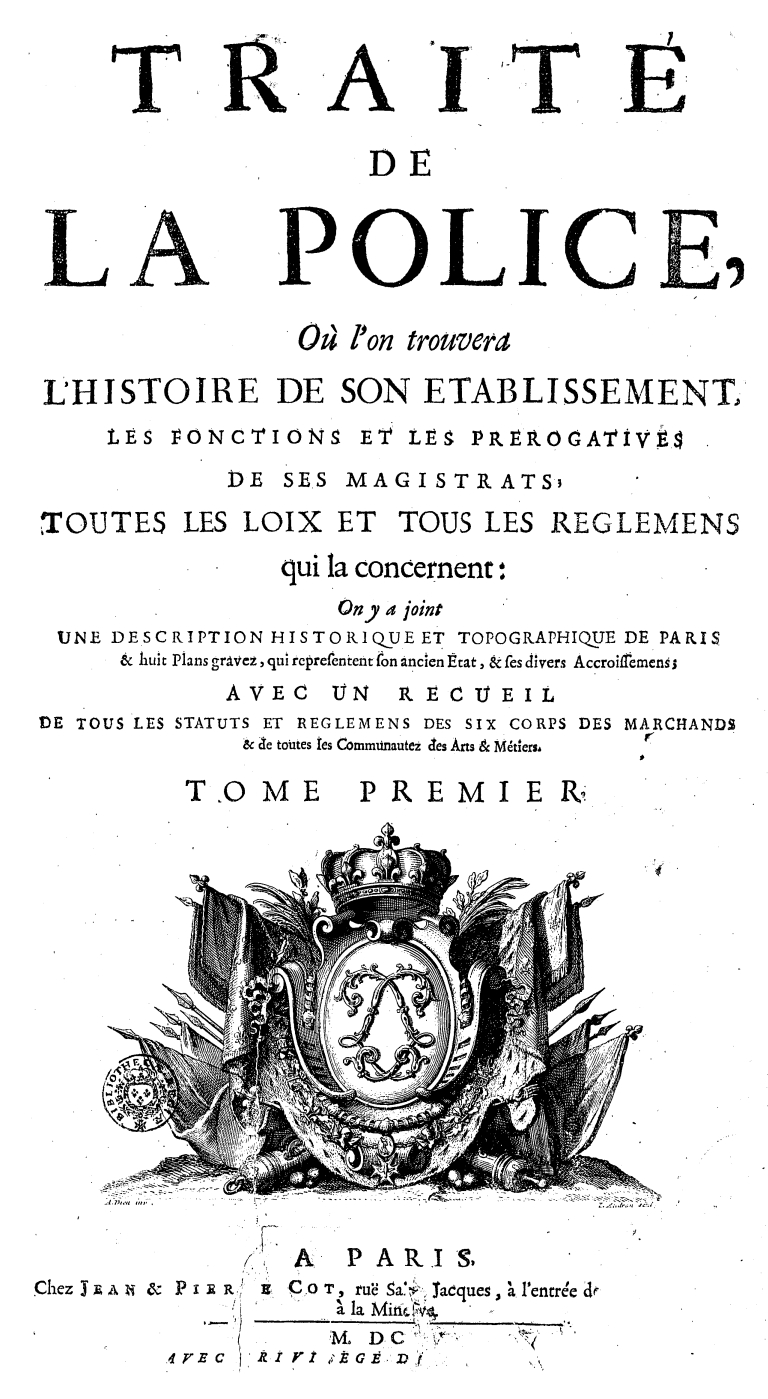
Le Traité de la Police (1707)

Николя Деламар (23 июня 1639 — 25 августа 1723) — французский полицейский деятель, администратор и писатель.

## Биография
Служа комиссаром при парижском замке-тюрьме Большой Шатле, несколько раз получал от Людовика XIV поручения по раскрытию злоупотреблений и был командируем в различные провинции во время неурожаев для принятия мер к обеспечению народного продовольствия и пресечению беспорядков. Позже он управлял двором графа Вермандуа. Служебная деятельность дала Деламару обширные сведения в области административной практики, которыми он воспользовался для своей литературной работы.
Он решился написать сочинение о Париже, в котором было бы дано методическое описание всего касающегося полиции и управления большого города. Его мысль встретила поддержку со стороны Ла-Рени, стоявшего тогда во главе парижской администрации, и Этьена Балюза (Etienne Baluze), предоставившего Деламару возможность пользоваться всеми рукописями и книгами богатой библиотеки Кольбера. После многолетних трудов Деламар в 1707 году выпустил первый том своего «Traité de la police». Второй том был опубликован в 1710 году, третий — в 1719. Последний, четвёртый том вышел уже после смерти Деламара, в 1738 году. За этот труд Деламар получил награду в довольно оригинальной форме. Ордонансом 5 февраля 1716 года. увеличена была на 1/9 часть входная плата на спектакли с предоставлением излишка госпиталю Hôtel-Dieu под условием выдать из него Деламару «приличную сумму». На долю Деламара пришлось 300000 ливров.
В отделе рукописей Национальной библиотеки хранится 263 труда Деламара. Его именем названа Национальная школа полиции Франции, основанная в 1976 году.